# Jean Louis Henri Villain
Pour les articles homonymes, voir Villain.
Jean, Louis, Henri Villain, né le 27 décembre 1819 au Catelet et mort le 19 janvier 1886 à Gouy, est un homme politique français.

## Biographie
D'abord notaire, Henri Villain s'établit jeune comme raffineur de sucre à Mont-Saint-Martin et acquiert rapidement une fortune considérable. 
Il siège au conseil général de l'Aisne de 1848 à 1870. 
Il est élu député de l'Aisne le 8 février 1871, 8e sur 11, et siège sur les bancs de la Gauche républicaine. Il est rapporteur de la commission des sucres, et se prononce contre la paix, contre l'abrogation des lois d'exil, contre la pétition des évêques, contre la démission de Thiers, contre le septennat, contre le ministère de Broglie, pour l'amendement Wallon, pour les lois constitutionnelles.
Réélu le 20 février 1876, il refuse sa confiance au gouvernement de Broglie après le 16 mai. Il est reconduit par ses électeurs le 14 octobre 1877 et le 21 août 1881. Il change alors de groupe pour l'UR, plus à gauche. Il est rapporteur en juin 1884 de la proposition de M. E. Robert sur les sucres. Soucieux de la condition ouvrière, il est l'auteur avec Martin Nadaud d'une proposition de loi pour réduire des heures de travail, rejetée en 1881 par ses pairs comme « attentatoire à la liberté du travail. »
Il échoue au Sénat le 6 janvier 1885, mais est réélu, le 4 octobre 1885. Il siège au sein du groupe de l'Union républicaine.